# Confessions (Sonic Syndicate)
Confessions è il sesto album discografico in studio del gruppo musicale svedese Sonic Syndicate, pubblicato nel 2016.

## Tracce
1. Confessions – 3:46
2. It's a Shame – 3:55
3. Start a War – 3:48
4. Falling – 3:34
5. I Like It Rough – 3:19
6. Still Believe – 3:37
7. Crystalize – 3:59
8. Burn to Live – 3:24
9. Life Is Not a Map – 3:44
10. Russian Roulette – 3:10
11. Closure – 3:43
12. Halfway Down the Road – 3:40

## Formazione
- Nathan J. Biggs - voce
- Robin Sjunnesson - chitarra
- Michel Bärzén - basso
- Peter Wallenäs - batteria